# 許懋
許 懋（きょ ぼう、464年 - 532年）は、南朝斉から梁にかけての官僚・儒学者。字は昭哲。本貫は高陽郡新城県。

## 経歴
斉の太子家令・冗従僕射の許勇恵の子として生まれた。幼くして父を失ったが、その服喪ぶりは礼の規定を超えていた。志篤く学問を好み、同郷の仲間に賞賛された。14歳のときに太学に入り、『毛詩』の学問を受けた。朝方に師の講説を受け、夕方にはその内容を繰り返して述べると、それを聴く者が数十人から百人に及んだ。『風雅比興義』15巻を編纂して、当時に盛行した。故事に通暁して、儀注の学と称した。
豫章王蕭嶷の下で後軍行参軍を初任とし、法曹参軍に転じた。茂才に挙げられ、驃騎大将軍儀同中記室に転じた。文恵太子蕭長懋が許懋の名声を聞いて召し出すと、許懋は崇明殿に近侍して太子に講学し、太子歩兵校尉に任じられた。永元年間、散騎侍郎に転じ、国子博士を兼ねた。司馬褧と友情を結び、尚書僕射の江祏に重んじられて、「経史笥」と呼ばれた。
天監初年、吏部尚書の范雲により五礼に詳しい人物として推挙され、鄱陽王蕭恢の下で征西諮議参軍に任じられ、著作郎を兼ね、文徳省で待詔をつとめた。ときに会稽山を国山として封禅の儀式を挙行しようと提案する者がいた。武帝もこれに興味を示して、儒学の士が集められた。許懋は会稽封禅に反対して、封禅は泰山で行われるべきことを建議した。武帝は許懋の意見を容れてこれを取りやめた。
南朝宋や斉では、郊天祀帝の儀式にあたって、皇帝は袞衣を着て冕冠を被ることとされていた。天監7年（508年）、許懋の提議により大裘を礼服に用いるよう改められた。
天監10年（511年）、太子家令に転じた。足の病のため始平郡太守として出向し、その統治ぶりは有能で知られた。散騎常侍の位を加えられ、天門郡太守に転じた。中大通3年（531年）、皇太子蕭綱が儒者たちを召し出して『長春義記』の編纂事業をおこなうと、許懋はこれに参加した。中大通4年（532年）、太子中庶子に任じられた。この年のうちに死去した。享年は69。著書に『述行記』4巻と文集15巻があった。
子に許亨があった。

## 伝記資料
- 『梁書』巻40 列伝第34
- 『南史』巻60 列伝第50